# Mi fortuna por un nieto
Mi fortuna por un nieto es una película de Argentina en blanco y negro dirigida por Luis Bayón Herrera según su propio guion según tema de  Alexandre Bisson, L. Recouard y Francisco J. Bolla que se estrenó el 14 de agosto de 1940 y que tuvo como protagonistas a Olinda Bozán, Augusto Codecá y Alicia Barrié.

## Sinopsis
Una señora quiere tener a toda costa un nieto.

## Reparto
Participaron en el filme los siguientes intérpretes:
- Olinda Bozán ... Doña Claudia
- Augusto Codecá ... Serafín
- Alicia Barrié ... Estela
- Héctor Quintanilla ... José
- Adrián Cúneo ... Rondinoni
- Dora Ferreiro ... Isidora
- Nélida Bilbao ... Guillermina
- Armando Durán
- Billy Days ... Mucama
- Rodolfo Rocha
- Lita Baleño

## Comentarios
Roland opinó: "Con un único recurso cómico -la presencia de un hijo enfocado desde ángulos diversos-, se ha entretejido la enmarañada trama" y para Calki se trata de:

"Un film logrado dentro de su simple aspiración de hacer reír...contribuye el ritmo rápido que le da Bayón Herrera, director que muestra con este film haber adquirido completa destreza."